# Euphorbia ankarensis
Euphorbia ankarensis es una especie botánica de arbusto con tallos suculentos perteneciente a la familia Euphorbiaceae.

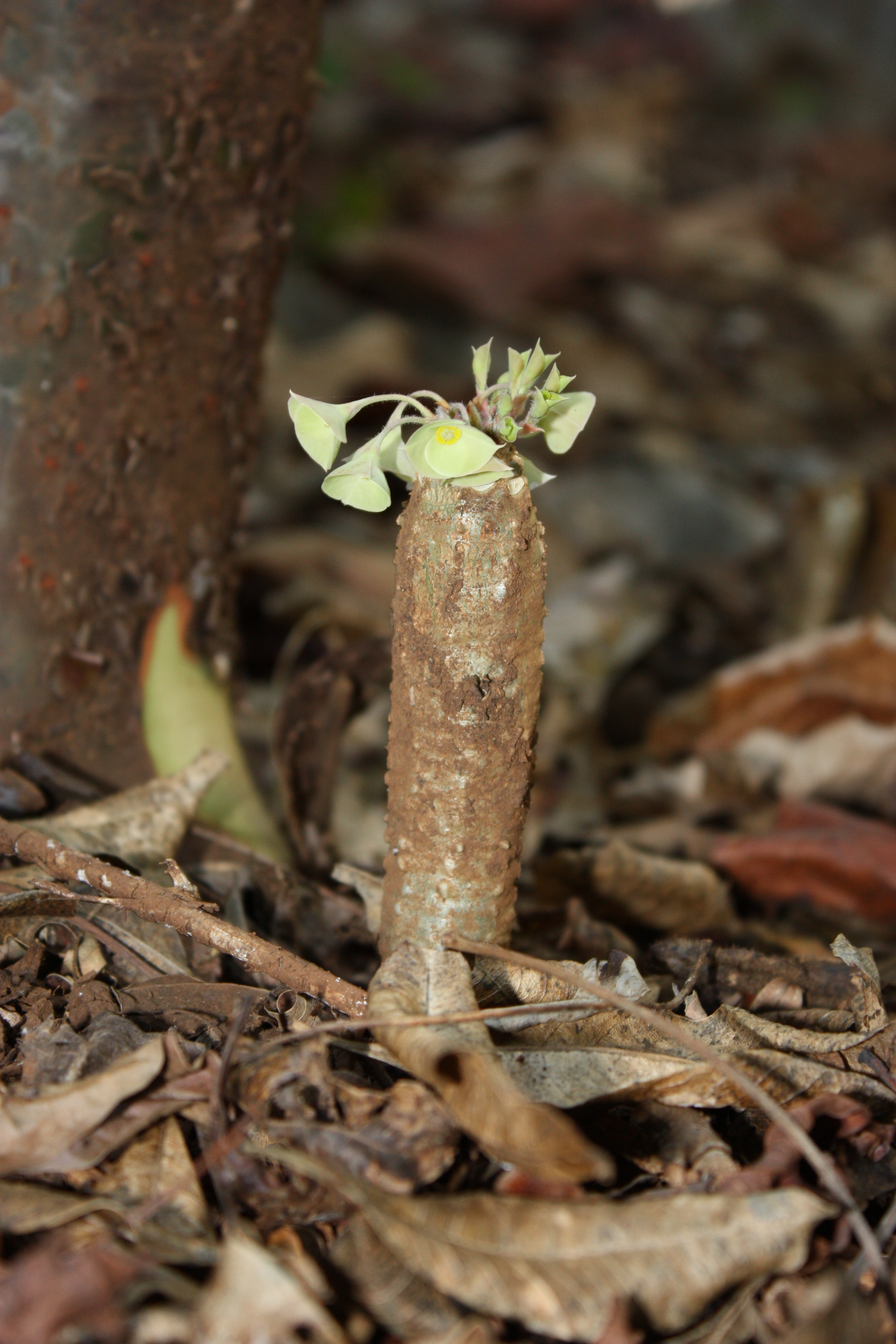
Planta en su hábitat

## Distribución y hábitat
Es endémica de Madagascar donde se encuentra en Ankarana y Analamerana. Su hábitat son las áreas rocosas. Está tratada en peligro de extinción por pérdida de hábitat.

## Taxonomía
Euphorbia ankarensis fue descrito por Pierre L. Boiteau y publicado en Bulletin Trimestriel de l'Académie Malgache, n.s., 24: 86. 1942.
Etimología
Euphorbia: nombre genérico que deriva del médico griego del rey Juba II de Mauritania (52 a 50 a. C. - 23), Euphorbus, en su honor – o en alusión a su gran vientre – ya que usaba médicamente Euphorbia resinifera. En 1753 Carlos Linneo asignó el nombre a todo el género.
ankarensis: epíteto geográfico que se refiere a su localización en Ankarana.